# Rafael Rodríguez Segarra
Pour le lanceur de relève droitier, voir Rafael Rodríguez. Pour le joueur de football, voir Rafael Rodríguez Rapún. Pour les homonymes, voir Rodríguez.
Rodríguez  Segarra est un nom espagnol. Le premier nom de famille, en général paternel, est Rodríguez ; le second, en général maternel, souvent omis, est Segarra.
Rafael Rodríguez Segarra (né le 21 octobre 1981 à Elche) est un coureur cycliste espagnol, professionnel en 2008 au sein de l'équipe Contentpolis-Murcia.

## Palmarès  et classements mondiaux

### Palmarès
- 2003
  - 1re étape du Tour d'Alicante
  - Classement général du Tour de Ségovie
- 2004
  - 3e étape du Cinturón a Mallorca
  - 5e étape du Tour de la communauté de Madrid
  - 2e du Tour de Carthagène
- 2005
  - 3e étape du Tour d'Alicante
  - 3e du Tour d'Alicante
- 2006
  - Classement général de la Cinturó de l'Empordà
- 2007
  - Classement général du Tour d'Alicante
  - 1re étape du Tour de Tarragone
  - 2e du Gran Premio Diputación de Pontevedra
- 2009
  - Volta da Ascension :
    - Classement général
    - 1re et 3e étape

  - 1re étape de la Ronde du Maestrazgo
  - 2e étape du Tour des comarques de Lugo
  - 2e et 4e étapes du Tour de Zamora
  - 2e du Trofeu Joan Escolà
  - 2e du Tour des comarques de Lugo
  - 2e du Tour de Zamora
  - 3e de la Ronde du Maestrazgo
- 2010
  - 1re étape du Tour de Galice
  - Volta del Llagostí
  - 3e du Tour de Galice
  - 3e du Grand Prix de la ville de Vigo

### Classements mondiaux
| Année           | 2007   | 2008 | 2009 | 2010   |
| --------------- | ------ | ---- | ---- | ------ |
| UCI Europe Tour | 1 260e | 515e | 647e | 1 186e |